# Белиз на летних Олимпийских играх 1996
Белиз принимал участие в Летних Олимпийских играх 1996 года в Атланте (США) в седьмой раз за свою историю, но не завоевал ни одной медали. Сборная страны состояла из 5 спортсменов (2 мужчины, 3 женщины).

## Результаты соревнований

### Велоспорт
Шоссейный велоспорт
Мужчины
| Дисциплина      | Спортсменка  | Время | Место | Отставание |
| --------------- | ------------ | ----- | ----- | ---------- |
| групповая гонка | Камиль Солис | DNF   | DNF   | DNF        |

### Лёгкая атлетика
Мужчины
Шоссейные дисциплины
| Дисциплина | Спортсмен    | Время   | Место | Отставание |
| ---------- | ------------ | ------- | ----- | ---------- |
| марафон    | Юджин Муслар | 2:51:41 | 109   | +39:05     |

Технические дисциплины
| Дисциплина     | Спортсмен     | Квалификация | Квалификация | Финал                | Финал                |
| Дисциплина     | Спортсмен     | Результат    | Место        | Результат            | Место                |
| -------------- | ------------- | ------------ | ------------ | -------------------- | -------------------- |
| тройной прыжок | Каван Лавлейс | 15,40        | 40           | Завершил выступление | Завершил выступление |

Женщины
Беговые дисциплины
| Дисциплина        | Спортсменка   | Предварительный раунд | Предварительный раунд | Предварительный раунд | Полуфиналы            | Полуфиналы            | Полуфиналы            | Финал                 | Финал                 |
| Дисциплина        | Спортсменка   | Забег                 | Время                 | Место                 | Забег                 | Время                 | Место                 | Время                 | Место                 |
| ----------------- | ------------- | --------------------- | --------------------- | --------------------- | --------------------- | --------------------- | --------------------- | --------------------- | --------------------- |
| бег на 800 метров | Шаретт Гарсия | 1                     | 2:13,52               | 7                     | Завершила выступление | Завершила выступление | Завершила выступление | Завершила выступление | Завершила выступление |

Технические дисциплины
| Дисциплина     | Спортсменка    | Квалификация | Квалификация | Финал                 | Финал                 |
| Дисциплина     | Спортсменка    | Результат    | Место        | Результат             | Место                 |
| -------------- | -------------- | ------------ | ------------ | --------------------- | --------------------- |
| тройной прыжок | Алтея Гилхарри | 12,78        | 26           | Завершила выступление | Завершила выступление |